# Nelson Sanabria
Pas d'image ? Cliquez ici
Nelson Sanabria, né le 21 janvier 1986, est un pilote paraguayen de rallye-raid, en catégorie quad.

## Palmarès

### Résultats au Rallye Dakar
- 2014 : 12e
- 2015 : 4e - 2 victoires d'étape